# 29550 Yaribartolini
29550 Yaribartolini este o planetă minoră (asteroid), cu un diametru de 4,983 km, din centura de asteroizi. A fost descoperită pe 25 ianuarie 1998 la stazione osservativa di Asiago Cima Ekar⁠(d) de Maura Tombelli⁠(d). 
Obiectul prezintă o orbită caracterizată de o semiaxă mare de 2,6857106 UAi, o excentricitate de 0,2, o înclinație de 13,86403 ° în raport cu ecliptica.